# Suliman Bashear
Suliman Bashear (سليمان بشير, Sulaymān Bashīr, סולימאן בשיר; 1947–octubre de 1991) fue un destacado druzo árabe erudito, escritor y profesor, que enseñó en la Universidad de Birzeit, la Universidad Nacional An-Najah y la Universidad Hebrea de Jerusalén. Bashear fue conocido por su trabajo sobre la historiografía temprana del islam.

## Vida y educación
Bashear nació en la aldea norteña palestina de Maghar. Estudió en la Universidad Hebrea de Jerusalén para su BA (1971) y MA (1973). En 1976, recibió su doctorado en la Universidad de Londres por su tesis «Communism in the Arab East», que se publicó tanto en árabe como en inglés.
Murió en octubre de 1991 tras un ataque al corazón. En los últimos seis años de su vida, había producido quince artículos publicados.

## Tesis
Bashear acaparó titulares internacionales cuando resultó herido tras supuestamente ser arrojado por sus estudiantes desde una ventana del segundo piso en la Universidad Nacional An-Najah en Nablus, en la Cisjordania, en respuesta a su argumento de que el Islam se desarrolló como una religión gradualmente dentro del contexto histórico del Judaísmo y del Cristianismo, en lugar de ser la revelación de un Profeta. Sin embargo, este incidente ha sido negado por la esposa de Bashear, la Dra. Lily Feidy, quien escribió en un mensaje de correo electrónico: «Tenga en cuenta que Suliman nunca fue atacado ni herido por sus estudiantes; tampoco fue atacado físicamente por nadie más. Me han hecho esta pregunta un millón de veces».
La historiografía de Bashear sobre el islam temprano consideró no solo el desarrollo de las costumbres y creencias religiosas, sino que también rastreó cómo las generaciones posteriores reformularon el pasado para satisfacer las necesidades de su propia época. Al igual que la obra de Patricia Crone, Michael Cook, John Wansbrough, Yehuda D. Nevo, Martin Hinds, Gerald Hawting, Christoph Luxenberg, Gerd R. Puin, Andrew Rippin, Günter Lüling y otros historiadores del islam temprano, la investigación de Bashear cuestionó lo que él consideraba el mito de un islam inicial unificado.

## Libros y artículos
- Communism in the Arab East: 1918–28. Londres: Ithaca Press, 1980.
- Muqaddimah fī at-tārīkh al-ākhar: Naḥ̣ḥwa qirāʾah jadīdah l-il-riwāyah al-Islāmiyyah [Una introducción a la otra historia: Hacia una nueva lectura de la tradición islámica]. Jerusalén, 1984. [Árabe]
- «Corán 2:114 y Jerusalén». Bulletin of the School of Oriental and African Studies 52.2 (1989): 215-238.
- «Yemen en el islam temprano: un examen de las tradiciones no tribales». Arabica 36.3 (noviembre de 1989): 327-361.
- «El sacrificio de Abraham de su hijo y cuestiones relacionadas». Der Islam 67 (1990): 243-277. *«El título «fārūq» y su asociación con ʿUmar I». Studia Islamica 72 (1990): 47-70.
- «Apocalípticos y otros materiales sobre las guerras musulmano-bizantinas tempranas: una revisión de fuentes árabes». Journal of the Royal Asiatic Society 3.ª s. 1.2 (1991): 173-207.
- «ʿĀshūrā, un ayuno musulmán temprano». Zeitschrift der Deutschen Morgenländischen Gesellschaft 141.2 (1991): 281-316.
- «La misión de Diḥya al-Kalbī y la situación en Siria». Jerusalem Studies in Arabic and Islam 14 (1991): 84-114.
- «Qibla musharriqa y la oración musulmana temprana en iglesias». The Muslim World 81 (1991): 267-282.
- «Bestias de monta en misiones divinas: un examen de las tradiciones del asno y el camello». Journal of Semitic Studies 36.1 (primavera de 1991): 37-75.
- «Las imágenes de La Meca: un estudio de caso en iconografía musulmana». Le Muséon 105 (1992): 361-377.
- «Apocalipsis musulmanes y la Hora: un estudio de caso en la interpretación tradicional». Israel Oriental Studies 13 (1993): 75-99.
- «Sobre el origen y desarrollo del zakāt en el islam temprano». Arabica 40 (1993): 84-113.[4]
- «Qunūt en las literaturas de tafsīr y ḥadīth». Jerusalem Studies in Arabic and Islam 19 (1995): 36-65.
- Arabs and others in early Islam. Princeton: Darwin Press, 1997.
- Judhur al-wisayah al-Urduniyah: Dirasah fi wathaʾiq al-Arshif as-Sihyuni. Beirut: Sharikat Quds, 2001. [Árabe]
- Studies in early Islamic tradition. Collected Studies in Arabic and Islam. Jerusalén: Max Schloessinger Memorial Foundation, Universidad Hebrea de Jerusalén, 2004.
  -     - Esto recopila trece artículos publicados enumerados arriba, así como los dos estudios inéditos siguientes: «Ḥanīfiyya and the ḥajj» y «Jesus in an early Muslim shahāda and related issues: A New perspective».